# Питър Уокър
Питър Уокър (на английски: Peter Walker) е британски автомобилен състезател, пилот от Формула 1. Роден на 7 октомври 1912 г. в Лийдс, Великобритания.

## Формула 1
Питър Уокър прави своя дебют във Формула 1 в Голямата награда на Великобритания през 1950 г. В световния шампионат записва 4 състезания, като не успява да спечели точки, състезава се с частен ЕРА, Мазерати и за отборите на БРМ и Коно.